# Wie is de Mol? Junior
Wie is de Mol? Junior is een Nederlands televisieprogramma. Het is de kinderversie van Wie is de Mol?. Het eerste seizoen werd uitgezonden in 2008 door de omroep AVRO op Zapp en werd gepresenteerd door Sipke Jan Bousema. In het voorjaar van 2014 kwam er een nieuw seizoen, dit keer gepresenteerd door Art Rooijakkers. Het programma wordt opgenomen in Nederland, in tegenstelling tot de eigenlijke Wie is de Mol? die in het buitenland wordt opgenomen.

## Programmaformule
Net als de originele versie gaat het ook in Wie is de Mol? Junior erom opdrachten te vervullen om daarmee zo veel mogelijk geld in de pot te brengen. Een van de kandidaten is een bedrieger, de zogeheten Mol. Doel van het programma is om na te gaan wie deze Mol is. 
In twee opdrachten die iedere aflevering telt (de finale één) krijgt de Mol de mogelijkheid om de boel te bedriegen. Na afloop van de opdrachten wordt er een test gemaakt, bestaand uit een aantal vragen over de identiteit en de acties van de Mol. Degene die de test het slechtst maakt, ligt uit het spel.
Uiteindelijk blijven er drie kandidaten in de finale over. Een wint, een verliest en de derde is de Mol. De test in de finale gaat over de Mol in de hele serie. De kandidaat die de test het beste maakt, ontmaskert daarmee de Mol en wint Wie is de Mol? Junior.

## Overzicht van alle seizoenen
| Seizoen | Startdatum   | De Mol | Winnaar | Verliezend finalist | Overige kandidaten (op volgorde van eliminatie)  | Gewonnen bedrag                        | Bestemming         | Presentator       |
| ------- | ------------ | ------ | ------- | ------------------- | ------------------------------------------------ | -------------------------------------- | ------------------ | ----------------- |
| 1       | 17 mei 2008  | Amin   | Naomi   | Lara                | Joost, Sioux, Beau, Iris, Jelani                 | 6.970 vierduiten (omgerekend zo'n €79) | Zwolle             | Sipke Jan Bousema |
| 2       | 9 maart 2014 | Jenny  | Davey   | Roeland             | Lucia, Bobbie, Floor, Jan, Harmen, Guido, Jitske | € 1020                                 | Maastricht Zeeland | Art Rooijakkers   |

## Aparte seizoenen

### Seizoen 1
LocatieZwolle
PresentatieSipke Jan Bousema
Startdatum17 mei 2008
Gewonnen bedrag6.970 vierduiten (ca. € 79)
| Nr.        | Naam       | Week 1 | Week 2 | Week 3 | Week 4 | Week 5 | Week 6 | Opmerking           |
| Vierduiten | Vierduiten | 1.820  | 2.520  | 4.520  | 6.720  | 6.720  | 6.970  |                     |
| ---------- | ---------- | ------ | ------ | ------ | ------ | ------ | ------ | ------------------- |
| Mol        | Amin       |        |        |        |        |        | Finale | De Mol Junior       |
| 1          | Naomi      |        |        |        |        |        | Finale | Winnaar             |
| 2          | Lara       |        |        |        |        |        | Finale | Verliezend finalist |
| 3          | Jelani     |        |        |        |        |        |        | Afvaller 5          |
| 4          | Iris       |        |        |        |        |        |        | Afvaller 4          |
| 5          | Beau       |        |        |        |        |        |        | Afvaller 3          |
| 6          | Sioux      |        |        |        |        |        |        | Afvaller 2          |
| 7          | Joost      |        |        |        |        |        |        | Afvaller 1          |

Legenda:
 Kandidaat moest deze aflevering het spel verlaten.
 Kandidaat uit het spel.
 Kandidaat is nog in het spel.
De inschrijving voor het eerste seizoen ging via een inschrijfformulier waarin nog niet bekend was om welk programma het ging.

### Seizoen 2
LocatieMaastricht, provincie Zeeland (ook de provincie Zuid-Holland, aangezien Goedereede uit aflevering 4 op het Zuid-Hollandse eiland Goeree-Overflakkee ligt)
PresentatieArt Rooijakkers
Startdatum9 maart 2014
Gewonnen bedrag€ 1020,-
| Nr. | Naam    | Week 1 | Week 2 | Week 3 | Week 4 | Week 5 | Week 6 | Week 7 | Week 8 | Opmerking           |
| --- | ------- | ------ | ------ | ------ | ------ | ------ | ------ | ------ | ------ | ------------------- |
| Mol | Jenny   |        |        |        |        |        |        |        | Finale | De Mol Junior       |
| 1   | Davey   |        |        |        |        |        |        |        | Finale | Winnaar             |
| 2   | Roeland |        |        |        |        |        |        |        | Finale | Verliezend finalist |
| 3   | Jitske  |        |        |        |        |        |        |        |        | Afvaller 7          |
| 4   | Guido   |        |        |        |        |        |        |        |        | Afvaller 6          |
| 5   | Harmen  |        |        |        |        |        |        |        |        | Afvaller 5          |
| 6   | Jan     |        |        |        |        |        |        |        |        | Afvaller 4          |
| 7   | Floor   |        |        |        |        |        |        |        |        | Afvaller 3          |
| 8   | Bobbie  |        |        |        |        |        |        |        |        | Afvaller 2          |
| 9   | Lucia   |        |        |        |        |        |        |        |        | Afvaller 1          |

Legenda:
 Kandidaat moest deze aflevering het spel verlaten.
 Kandidaat uit het spel.
 Kandidaat heeft een vrijstelling
 Kandidaat is nog in het spel.

#### Afleveringen en kijkcijfers
| Aflevering               | Datum         | Pot       | Kijkcijfers | Marktaandeel |
| ------------------------ | ------------- | --------- | ----------- | ------------ |
| 1. De keuze              | 9 maart 2014  | € 280,-   | 244.000     | 5,7%         |
| 2. Sleutelpositie        | 16 maart 2014 | € 430,-   | 294.000     | 6,5%         |
| 3. Handtekening          | 23 maart 2014 | € 450,-   | 266.000     | 5,7%         |
| 4. De joker              | 30 maart 2014 | € 620,-   | 160.000     | 4,6%         |
| 5. Knieval               | 6 april 2014  | € 620,-   | 212.000     | 4,7%         |
| 6. Tegenwind             | 13 april 2014 | € 570,-   | 143.000     | 3,3%         |
| 7. Halve waarheid        | 20 april 2014 | € 820,-   | 69.000      | 1,7%         |
| 8. Wie is de Mol? Junior | 27 april 2014 | € 1.020,- | 140.000     | 3,3%         |